# Paradella octaphymata
Paradella octaphymata är en kräftdjursart som beskrevs av Harrison och David Malcolm Holdich1982. Paradella octaphymata ingår i släktet Paradella och familjen klotkräftor. Inga underarter finns listade i Catalogue of Life.